# Frontul Plugarilor

Steagul partidului

Frontul Plugarilor a fost o organizație politică de stânga a țăranilor români, înființată în ianuarie 1933 la Deva, sub conducerea lui Petru Groza, cu scopul de a mobiliza la luptă masele țărănești pentru apărarea drepturilor și libertăților lor. Inițiată  în județul Hunedoara, (după plecarea lui Petru Groza din Partidul Poporului, al generalului Alexandru Averescu, comandantul de la Mărăști), mișcarea s-a răspândit curând în Banat, iar apoi și în celelalte zone ale României.
În septembrie 1935, Frontul Plugarilor a semnat un acord cu Uniunea oamenilor muncii maghiari din România (MADOSZ), iar la 6 decembrie 1935, la Țebea, sub gorunul lui Horea, a încheiat o înțelegere cu Blocul Democratic (organizație aflată sub influența Partidului Comunist Român, pe atunci în ilegalitate) și Partidul Socialist.
Membri marcanți ai organizației au fost, alături de Petru Groza: Miron Belea, Ion Moga Fileriu, Romulus Zăroni, Octav Livezeanu.
După încheierea celui de-al doilea război mondial, la 12 octombrie 1944, organizația a participat la constituirea  Frontului Național Democrat (F.N.D.), împreună cu P.C.R. și alte partide de stânga. A contribuit la guvernare și la instaurarea comunismului în România, alături de Partidul Comunist Român (respectiv Partidul Muncitoresc Român). La alegerile din 1946 a fost aliat al comuniștilor în cadrul Blocului Partidelor Democrate
A sfârșit prin a se autodizolva în 1953. Majoritatea membrilor și a activelor au trecut la P.C.R..